# Чемпионат России по кёрлингу среди мужчин 2012
20-й чемпионат России по кёрлингу среди мужских команд высшей лиги «А» проходил с 23 февраля по 15 апреля 2012 года. Чемпионский титул во 2-й раз в своей истории выиграла команда «Москвич» (Москва).

## Регламент турнира
В высшей лиге «А» принимали участие 8 команд. Соревнования проводились по туровой системе в два круга. Места распределялись по общему количеству побед. В случае равенства этого показателя у двух и более команд приоритет отдавался преимуществу в личных встречах соперников. В случае равенства побед между командами, претендующими на чемпионство или на сохранение места в высшей лиге «А», между ними проводится дополнительный матч (матчи) за 1-е место.
Команда, занявшая в чемпионате последнее место, покидает высшую лигу «А». В переходных матчах за право играть в следующем сезоне в ведущем дивизионе встречаются 7-я команда высшей лиги «А» и 2-я высшей лиги «Б».

## Высшая лига «А»

### Результаты
- 1-й круг[1] — 23—26 февраля. Дмитров.
- 2-й круг[2] — 12—15 апреля. Санкт-Петербург.

| М   | Команда                      | 1       | 2        | 3        | 4        | 5       | 6        | 7        | 8        | И  | В  | П  |
| --- | ---------------------------- | ------- | -------- | -------- | -------- | ------- | -------- | -------- | -------- | -- | -- | -- |
| 1-2 | «Москвич» Москва             |         | 6:3 4:5  | 6:7 7:2  | 5:1 7:6  | 8:3 3:5 | 7:4 6:1  | 9:3 9:2  | 8:6 5:3  | 14 | 11 | 3  |
| 1-2 | «Адамант» Санкт-Петербург    | 3:6 5:4 |          | 6:5 9:0  | 7:6 10:2 | 9:4 4:5 | 9:3 4:1  | 9:2 7:11 | 10:2 5:4 | 14 | 11 | 3  |
| 3   | «Юность-Метар» Челябинск     | 7:6 2:7 | 5:6 0:9  |          | 9:3 7:6  | 8:6 1:7 | 8:4 7:1  | 10:4 9:3 | 5:4 8:4  | 14 | 10 | 4  |
| 4   | ШВСМ ЗВС-СКА Санкт-Петербург | 1:5 6:7 | 6:7 2:10 | 3:9 6:7  |          | 5:4 8:5 | 6:8 8:4  | 8:2 6:3  | 7:4 8:5  | 14 | 7  | 7  |
| 5   | СДЮСШОР-«Москвич» Москва     | 3:8 5:3 | 4:9 5:4  | 6:8 7:1  | 4:5 5:8  |         | 7:3 1:9  | 9:4 7:8  | 10:5     | 14 | 7  | 7  |
| 6-7 | «Адамант»-2 Санкт-Петербург  | 4:7 1:6 | 3:9 1:4  | 4:8 1:7  | 8:6 4:8  | 3:7 9:1 |          | 6:8 9:8  | 8:3 7:10 | 14 | 4  | 10 |
| 6-7 | «Новая Лига» Москва          | 3:9 2:9 | 2:9 11:7 | 4:10 3:9 | 2:8 5:8  | 4:9 8:7 | 8:6 8:9  |          | 2:6 10:5 | 14 | 4  | 10 |
| 8   | СДЮСШОР-«Москвич»-2 Москва   | 6:8 3:5 | 8:10 4:5 | 4:5 4:8  | 4:7 3:6  | 5:10    | 3:8 10:7 | 6:2 5:10 |          | 14 | 2  | 12 |

ФИНАЛ
15 апреля.
|           | 1 | 2 | 3 | 4 | 5 | 6 | 7 | 8 | 9 | 10 | Итого |
| --------- | - | - | - | - | - | - | - | - | - | -- | ----- |
| «Москвич» | 0 | 2 | 0 | 1 | 0 | 0 | 1 | 0 | 1 | 2  | 7     |
| «Адамант» | 1 | 0 | 1 | 0 | 1 | 0 | 0 | 1 | 0 | 0  | 4     |

Матч за 6-е место
«Адамант»-2 — «Новая Лига» 5:2.

### Итоги

#### Положение команд
| «Москвич» (Москва)                | 5. СДЮСШОР-«Москвич» (Москва)    |
| «Адамант» (Санкт-Петербург)       | 6. «Адамант»-2 (Санкт-Петербург) |
| «Юность-Метар» (Челябинск)        | 7. «Новая Лига» (Москва)         |
| 4. ШВСМ ЗВС-СКА (Санкт-Петербург) | 8. СДЮСШОР-«Москвич»-2 (Москва)  |

СДЮСШОР-«Москвич»-2 покинул высшую лигу «А». «Новая Лига» проводит переходный матч с командой Московская область-1, занявшей 2-е место в высшей лиге «Б».

#### Призёры
«Москвич» (Москва): Андрей Дроздов, Алексей Стукальский, Роман Кутузов, Александр Козырев, Антон Калалб.
  «Адамант» (Санкт-Петербург): Алексей Целоусов, Пётр Дрон, Алексей Камнев, Артур Ражабов, Александр Бадилин.
  «Юность-Метар» (Челябинск): Артём Шмаков, Сергей Глухов, Дмитрий Миронов, Михаил Брусков, Дмитрий Соломатин.

## Переходные матчи
«Новая Лига» — Московская область-1 6:5. Команда «Новая Лига» сохранила место в высшей лиге «А».

## Высшая лига «Б»
Соревнования в высшей лиге «Б» состояли из однокругового турнира. Участниками стали две команды, выбывшие из высшей лиги «А» в 2011 году — СКА (Санкт-Петербург) и «Ижора» (Ленинградская область) — и 6 команд по итогам турнира первой лиги 2012 .
12—15 апреля 2012. Санкт-Петербург.
| М | Команда                         | И | В | П |
| - | ------------------------------- | - | - | - |
| 1 | Москва                          | 7 | 6 | 1 |
| 2 | Московская область-1 (Дмитров)  | 7 | 5 | 2 |
| 3 | УОР-2 (Санкт-Петербург)         | 7 | 3 | 4 |
| 4 | Московская область-2 (Дмитров)  | 7 | 3 | 4 |
| 5 | «Адамант»-3 (Санкт-Петербург)   | 7 | 3 | 4 |
| 6 | «Авогадро» (Москва)             | 7 | 3 | 4 |
| 7 | СКА (Санкт-Петербург)           | 7 | 3 | 4 |
| 8 | «Ижора» (Ленинградская область) | 7 | 2 | 5 |

Команда Москвы выиграла путёвку в высшую лигу «А» 2013. Команда Московской области-1 проведёт переходные матчи с 7-й командой высшей лиги «А».

## Первая лига
В турнире 1-й лиги, проводившемся в 23-26 февраля 2012 в Дмитрове, принимали участие 15 команд, разделённые на 3 группы. В группах команды провели однокруговые турниры, Напрямую в высшую лигу «Б» вышли победители, а команды, занявшие в группах 2-3 места, вышли в квалификационный раунд и в стыковых матчах разыграли ещё 3 путёвки в высшую лигу «Б» 2012.

### Предварительный этап
| Группа «А» | Группа «А»                     | Группа «А» | Группа «А» | Группа «А» |
| М          |                                | И          | В          | П          |
| ---------- | ------------------------------ | ---------- | ---------- | ---------- |
| 1          | Москва                         | 4          | 4          | 0          |
| 2          | Московская область-2 (Дмитров) | 4          | 2          | 2          |
| 3          | УОР-2 (Санкт-Петербург)        | 4          | 2          | 2          |
| 4          | «Юнион» (Москва)               | 4          | 2          | 2          |
| 5          | «Татарстан» (Казань)           | 4          | 0          | 4          |

| Группа «В» | Группа «В»                     | Группа «В» | Группа «В» | Группа «В» |
| М          |                                | И          | В          | П          |
| ---------- | ------------------------------ | ---------- | ---------- | ---------- |
| 1          | Московская область-1 (Дмитров) | 4          | 3          | 1          |
| 2          | «Авогадро» (Москва)            | 4          | 3          | 1          |
| 3          | «Планета Льда» (Москва)        | 4          | 2          | 2          |
| 4          | СККГМ (Москва)                 | 4          | 2          | 2          |
| 5          | МУСК «Дмитров» (Дмитров)       | 4          | 0          | 4          |

| М | Группа «С»                    | И | В | П |
| - | ----------------------------- | - | - | - |
| 1 | «Адамант»-3 (Санкт-Петербург) | 7 | 6 | 1 |
| 2 | «Альбатрос» (Калининград)     | 7 | 5 | 2 |
| 3 | «Москвич»-2 (Москва)          | 7 | 3 | 4 |
| 4 | САНТЕР (Санкт-Петербург)      | 7 | 3 | 4 |

В высшую лигу «Б» вышли победители групп — Москва, Московская область-1, «Адамант»-3.

### Квалификация
| 1-й раунд «Авогадро» — «Москвич»-2 5:4 Московская область-2 — «Планета Льда» 5:4 УОР-2 — «Альбатрос» 7:5 |

Выделены победители, получившие три оставшиеся путёвки в высшую лигу «Б»